# 登山鉄道
登山鉄道（とざんてつどう）とは、急峻な山岳の勾配を登り降りする鉄道路線の通称。
「登山鉄道」という決められた定義があるわけではないが、ラック式鉄道やケーブルカー、一般の鉄道・軌道において山岳地で連続する勾配や急曲線を通過するために特殊な構造・装備を持つ鉄道車両のみが走行できる路線、またはそうした路線を経営する会社の名に、しばしば使われている。また路線名や社名にはなくても、鉄道路線のなかでも特に険しい条件が絡む山岳路線を指すこともある。ここではその両者について「登山鉄道」と呼ぶことにする。
なお、リニアインダクションモーター推進方式を採用する一部の地下鉄や、モノレールやトロリーバスなど鉄の車輪とレールを使用しない鉄道には、50‰（パーミル）以上の勾配を持つものがほかにも多くあり、スカイレールサービス広島短距離交通瀬野線のように、勾配が263‰に達するものまであるが、これらは普通は登山鉄道とみなされない。

## 概要
日本では普通の鉄道で越えられる勾配は最大で35‰と決められていて、これを超える勾配区間は特認扱いとなる。特に50‰を超える路線を走る車両は、ブレーキなどに特殊な装備を施している。
粘着方式で走行できるのは短編成で済む区間なら80‰程度（海外では例外的に100‰程度の例もある）までで、これ以上の勾配や長大編成となる区間はラックレールなどの特殊な装備を敷設する。

## 登山鉄道（一般の鉄軌道）一覧

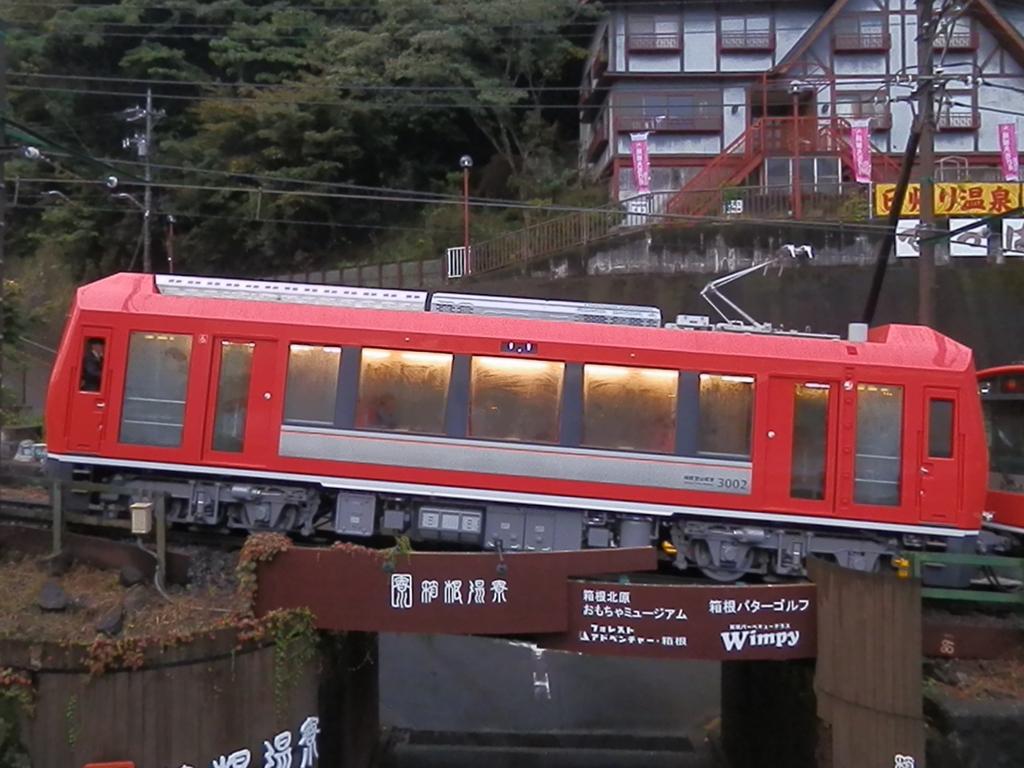
小田急箱根の80‰勾配

勾配が50‰以上の（地下鉄以外の）鉄道路線。「Category:登山鉄道」も参照のこと。それ以外は「山岳鉄道」を参照。（）内は最急勾配。
日本国内
▲印の事業者は「全国登山鉄道‰会（ぜんこくとざんてつどうパーミルかい）」を構成している。本表以外では富士山麓電気鉄道（富士急行線:最急勾配40‰）とアルピコ交通が加盟、共同で登山鉄道のアピールを行っている。
☆印は鉄道事業法・軌道法や旧地方鉄道法に準拠しない鉄道。
- 関東地方
  - ▲小田急箱根鉄道線（80‰、日本の鉄道事業法準拠の粘着式普通鉄道での最急勾配） - 神奈川県箱根町
  - ☆碓氷峠鉄道文化むらのシェルパくん（旧・信越本線）（65‰）[* 2]
  - 東武鉄道伊香保軌道線（57.1‰、1910年に渋川新町 - 伊香保間12.1km開業。非常ブレーキとして電磁吸着ブレーキを備えた路面電車型の単車で運行。1956年廃止）
  - 東武鉄道日光軌道線（60‰、1910年に日光駅前 - 岩鼻間、後に馬返まで9.7kmが開業。1968年廃止）
- 中部地方
  - ▲大井川鐵道井川線（90‰、日本の鉄道事業法準拠の普通鉄道での最急勾配で、アプト式のラック式鉄道）
  - ☆国土交通省立山砂防工事専用軌道（83.3‰）
  - 黒部峡谷鉄道本線（50‰）
- 関西地方
  - ▲叡山電鉄鞍馬線（50‰）
  - ▲南海電気鉄道高野線（50‰）
  - ▲神戸電鉄有馬線・粟生線（50‰）
  - 京阪電気鉄道京津線（61‰、過去に66.7‰の区間があった）
  - 信貴山急行電鉄山上鉄道線（廃止）
  - ☆能勢電鉄シグナス森林鉄道（138‰、ラック式鉄道。2022年2月廃止。）
- 中国地方
  - 尾道鉄道（50‰、廃止）

日本国外
著名なもののみ。「山岳鉄道」も参照。
- ダージリン・ヒマラヤ鉄道（インド、粘着式、世界遺産）
- ネロベルク登山鉄道（ドイツ、水を利用したケーブルカー）
- レーティッシュ鉄道（スイス、72‰、粘着式、世界遺産）
- ユングフラウ鉄道（スイス、250‰、ラック式。終点は海抜3454メートルでヨーロッパ最高所の駅）
- ピラトゥス鉄道（スイス、480‰、ラック式。自走型の鉄道で世界最急）
- ブリエンツ・ロートホルン鉄道（スイス、250‰、ラック式）
- ゴルナーグラート鉄道（スイス、200‰、ラック式。終点は海抜3089メートル）
- ペストリングベルク鉄道（オーストリア、105‰。粘着式でヨーロッパ最急）
- 阿里山森林鉄路（祝山線は標高2451m、57‰、粘着式）
- コグ鉄道（英語版）（アメリカ合衆国、374‰、ラック式。世界最古の歯車式登山鉄道。自走型の鉄道で世界第二位に急）
- フロム線（ノルウェー、55‰、粘着式）

## 季語
登山鉄道（とざんてつどう）は季語として歳時記に挙げられていないが、登山電車（とざんでんしゃ）は、夏の季語（晩夏の季語）である。分類は行事/人事。「登山電車」は季語「登山」の子季語である。詳しくは、親季語「登山」を参照のこと。